# Uście Solne (gromada)
Uście Solne – dawna gromada, czyli najmniejsza jednostka podziału terytorialnego Polskiej Rzeczypospolitej Ludowej w latach 1954–1972.
Gromady, z gromadzkimi radami narodowymi (GRN) jako organami władzy najniższego stopnia na wsi, funkcjonowały od reformy reorganizującej administrację wiejską przeprowadzonej jesienią 1954 do momentu ich zniesienia z dniem 1 stycznia 1973, tym samym wypierając organizację gminną w latach 1954–1972.
Gromadę Uście Solne z siedzibą GRN w Uściu Solnym utworzono – jako jedną z 8759 gromad na obszarze Polski – w powiecie bocheńskim w woj. krakowskim, na mocy uchwały nr 18/IV/54 WRN w Krakowie z dnia 6 października 1954. W skład jednostki weszły obszary dotychczasowych gromad Uście Solne, Barczków i Popędzyna ze zniesionej gminy Uście Solne w tymże powiecie. Dla gromady ustalono 15 członków gromadzkiej rady narodowej.
1 stycznia 1958 do gromady Uście Solne przyłączono wsie Bieńkowice i Niedary ze zniesionej gromady Bieńkowice.
30 czerwca 1960 do gromady Uście Solne przyłączono obszar zniesionej gromady Cerekiew.
Gromada przetrwała do końca 1972 roku, czyli do kolejnej reformy gminnej.